# Years and Years
Pour l’article homonyme, voir Years and Years (série télévisée).
Years and Years est un groupe de musique britannique formé à Londres en 2010. D'abord un trio composé d’Olly Alexander au chant et au clavier, de Mikey Goldsworthy à la basse et d’Emre Turkmen au synthétiseur, il est depuis mars 2021 un projet individuel d’Olly Alexander.
Le groupe est principalement connu pour son single King sorti en février 2015. Au mois de mars de la même année, le groupe est vainqueur du BBC Sound of 2015.

## Membres du groupe
Membre actuel :
- Olly Alexander : chant, clavier

Anciens membres :
- Mikey Goldsworthy : synthétiseur, clavier, basse, guitare acoustique (2010-2021)
- Emre Turkmen : synthétiseur, clavier (2010-2021)
- Noel Leeman : synthétiseur, clavier (2010-2013)
- Olivier Subria : batterie (2010-2013)

## Historique du groupe
Le groupe se forme en 2010, lorsque Mikey Goldsworthy et Emre Turkman se rencontrent en ligne. Olly Alexander rejoint rapidement Years & Years, après que Mikey Goldsworthy l'ait entendu chanter sous la douche à une fête. Noel Leeman et Olivier Subria  complètent le groupe.
Years & Years sort son premier single I Wish I Knew en 2012. L’année suivante, Noel Leeman et Olivier Subria quittent le groupe. Years & Years sort deux EP sur le label Kitsuné : Traps en 2013 et Real en 2014. C’est en 2014 que le groupe rejoint Polydor et commence à connaître un certain succès avec les singles Take Shelter et Desire. King, sorti en 2015, atteint la première place des ventes de single. L’album Communion connaît le même sort et se classe directement en première position des ventes d’albums en juillet 2015. Le succès se poursuit avec Shine, extrait de Communion, qui se classe en 2e position des ventes de single au Royaume-Uni. Years and Years remporte également l’édition 2015 du sondage musical de la BBC Sound of....
En 2018, le groupe sort son deuxième album, Palo Santo, qui atteint la deuxième place des ventes d’albums au Royaume-Uni. Le deuxième single de cet album, If You’re Over Me, se vend à plus d’un million d’exemplaires et atteint la 6e place des charts britanniques.
En mars 2021, le chanteur du groupe Olly Alexander annonce la séparation du groupe, tout en précisant qu’il continuera à se produire sous leur nom d’artiste. Mikey Goldsworthy continue de participer aux concerts de Years & Years, tandis que Emre Turkmen se consacre à sa carrière d’auteur et producteur. Le chanteur justifie la séparation par des désaccords créatifs de plus en plus fréquents au sein du groupe. En 2021, Years & Years sort deux singles : It's a Sin en duo avec Elton John (parallèlement à la diffusion de la série du même nom dans laquelle Olly Alexander joue) et Starstruck en duo avec Kylie Minogue. En janvier 2022, Years & Years — composé désormais uniquement d'Olly Alexander — publie l'album Night Call, qui atteint la première place des ventes lors de sa sortie au Royaume-Uni,.

## Discographie

### Singles
- I Wish I Knew (2012)
- Real (2014)
- Take Shelter (2014)
- Desire (2014)
- King (2015)
- Shine (2015)
- Eyes Shut (2015)
- Meteorite (2016)
- Sanctify (2018)
- If You're Over Me (2018)
- All for you (2018)
- Dreamland (with Pet Shop Boys) (2019)
- It's a sin, reprise des Pet Shop Boys pour la série télévisée du même nom (2021).
- Starstruck (2021)